# Ensayo de un crimen (película)
Ensayo de un crimen o La vida criminal de Archibaldo de la Cruz, es una película de comedia negra y drama psicológico mexicana de 1955, escrita y dirigida por Luis Buñuel, y protagonizada por Miroslava Stern, Ernesto Alonso, Rita Macedo, Ariadna Welter, Andrea Palma y Leonor Llausás. Esta película cuenta con el debut cinematográfico de la actriz Ariadne Welter, y fue la última filmada por Miroslava, quien había fallecido dos meses antes de su estreno.
Esta película está basada en una novela del mismo nombre escrita por Rodolfo Usigli; cuenta la historia de un aspirante a asesino serial cuyas víctimas femeninas mueren antes de que él tenga la oportunidad de asesinarlas.

## Argumento
Archibaldo de la Cruz, un hombre rico mexicano, le cuenta una historia sobre su infancia a una monja. Durante la Revolución mexicana, la indulgente madre de Archibaldo le solía prestar su caja de música especial para que se entretuviera con ella. Su mamá le pide a la institutriz de Archibaldo que le invente una historia sobre la caja para tenerlo quieto. Ella le relata que dicho objeto le perteneció a un rey y tenía el poder de causar la muerte de sus enemigos al activar su melodía y desearles el mal. Para probar la magia, Archibaldo la activa y observa a su institutriz mirando por la ventana, quien es alcanzada casi de inmediato por una bala perdida, lo que dejó a Archibaldo convencido de que él la había matado. Admitiendo que le gustaba lo poderoso que esto lo hacía sentir, Archibaldo amenaza a la monja con una navaja de afeitar, pero ella huye y cae al vacío de un ascensor abierto. Cuando Archibaldo es llamado por un juez que investiga el incidente, confiesa que mató a la monja y que no es su primera víctima. Archibaldo luego le cuenta una historia al juez:
Unas semanas antes, Archibaldo escucha su caja de música sonando en una tienda de antigüedades. Una atractiva mujer llamada Lavinia y su prometido de edad avanzada piensan comprarla, pero Archibaldo convence al vendedor de que se la venda a él contándole que pertenecía a su madre y que fue robada durante la Revolución. De regreso a casa, Archibaldo prende la caja y se corta al afeitarse; la sangre le trae recuerdos del cadáver de su institutriz.
Afuera de la casa de Carlota Cervantes, una joven a la que corteja, Archibaldo se encuentra con Patricia Terrazas, quien lo reconoce de un salón de juegos de apuestas que ambos solían frecuentar. La madre de Carlota ve a Archibaldo y se lo comunica para alertarla y que le pida a su amante casado, el arquitecto Alejandro Rivas, que se retire. Archibaldo le da a Carlota un jarrón que hizo y dice que tiene sentimientos que lo asustan, pero cree que puede salvarse con su pureza. Alejandro, celoso, quiere interrumpir, así que, para evitar una escena, la madre de Carlota dice que su hija tiene que irse por un contratiempo.
En el salón de juegos de apuestas, Archibaldo ve a Patricia. Él la escucha discutir con su amante, Willy Corduran, y la sigue cuando ella se va furiosa. En su ida, choca el auto de Willy, y Archibaldo se ofrece a llevarla a su casa, haciendo una parada en la suya para buscar su navaja. Mientras Patricia les sirve bebidas, Archibaldo imagina matarla y se prepara para hacerlo de verdad, pero Willy entra, interrumpiendo su plan. Patricia admite que solo estaba tratando de poner celoso a Willy, y Archibaldo se va cuando la pareja comienza a besarse, aunque ya están discutiendo cuando él sale por la puerta. Por la mañana, un detective de policía le dice a Archibaldo que Patricia se suicidó.
Carlota evita una llamada telefónica de Archibaldo, por lo que asiste solo a un bar. Ve a Lavinia y se queda paralizado, ya que parece estar rodeada por las llamas de su bebida, lo que despierta en él instintos asesinos. Lavinia lo ve y va con él, principalmente para tomar un descanso de los turistas estadounidenses a quienes les está mostrando los alrededores de Ciudad de México. Su prometido llega y ella le da a Archibaldo una dirección donde la puede encontrar, antes de marcharse del sitio.
Archibaldo visita a Carlota y le propone matrimonio, pero ella dice que necesita un mes o dos para decidir. Él va a la dirección que le dio Lavinia y descubre que es una tienda de ropa. Nadie ha oído hablar de Lavinia, pero hay un maniquí que se parece a ella. Al recordar que, además de una guía turística, mencionó que trabajaba como modelo para artistas, le pregunta quién hizo el maniquí y visita el estudio del escultor. Lavinia está allí y está impresionada de que la haya encontrado. Después de que le asegura que no vive solo, ella acepta ir a su casa, supuestamente para modelar.
Carlota visita a Alejandro en el trabajo para decirle que tienen que romper, a pesar de que ella todavía lo ama, ya que su esposa se niega a concederle el divorcio. Él supone que Archibaldo le propuso matrimonio y dice que no dejará ir a Carlota tan fácilmente.
El día que Lavinia va a visitarla, Archibaldo le da el día libre a sus sirvientes. Le presenta a su prima, que según él vive con él, y ella se divierte al descubrir que la «prima» es en realidad el maniquí, que él compró. Mientras él está fuera de la habitación, enciende su horno y se toma una bebida, en tanto Lavinia intercambia ropa con el maniquí para hacerle una broma. Él intenta besarla, pero ella se resiste, así que él besa al maniquí y luego Lavinia lo besa a él. Ella comienza a quitarle la ropa al maniquí, pero Archibaldo le pide que la deje y que se quede con una ropa más cara que compró para cambiársela al maniquí.
Archibaldo hace que Lavinia mire un álbum de fotos de su infancia y se acerca sigilosamente por detrás de ella cuando suena el timbre. Él abre y un grupo de turistas irrumpe. Lavinia inocentemente afirma que los invitó a recorrer su taller de cerámica, pero él se enoja por su artimaña. Ella le dice que se va a casar, por lo que dejará su trabajo y no la volverá a ver. Después de que Lavinia se va con los turistas, Archibaldo toma el maniquí y lo pone en su horno, observando con un regocijo perverso cómo se derrite. Carlota y su madre llegan para decirle que Carlota ha aceptado la propuesta, lo que llena de alegría a Archibaldo, aunque Carlota parece ambivalente y su madre estalla en lágrimas.
Poco antes de la boda, Archibaldo recibe una carta que le dice que vaya al apartamento de Alejandro. Observa desde afuera cómo Carlota entra y Alejandro cierra las persianas. Ella le pide a Alejandro que no interfiera en su boda, a lo que él accede, pero también dice que siente que algo evitará que se separen. Decepcionado porque Carlota no parece ser tan pura como él pensaba, Archibaldo fantasea con dispararle en su noche de bodas con su vestido de novia después de hacerla rezar, pero este plan se frustra cuando, justo después de la ceremonia nupcial, Alejandro le dispara a ella y la mata en su lugar.
Después de escuchar la confesión de Archibaldo, el juez dice que, si bien Archibaldo tiene el potencial de ser un criminal, no ha cometido ningún delito. Sintiéndose todavía responsable por la muerte de las mujeres, Archibaldo regresa a su casa y activa la caja de música. De repente, la detiene y la mete en un saco, antes de ir a un parque y arrojarla a un lago. Inmediatamente después, se siente mejor y se encuentra con Lavinia, quien le cuenta que, después de todo, no se casó. Posteriormente, se toman del brazo y se van juntos.

## Reparto
- Miroslava como Lavinia
- Ernesto Alonso como Archibaldo de la Cruz
- Rita Macedo como Patricia Terrazas
- Ariadna Welter como Carlota Cervantes
- Andrea Palma como señora Cervantes
- Rodolfo Landa como Alejandro Rivas
- José María Linares-Rivas como Willy Corduran
- Leonor Llausás como La institutriz
- Eva Calvo como señora de la Cruz
- Enrique Díaz Indiano como señor de la Cruz
- Carlos Riquelme como comisario
- Chabela Durán como hermana Trinidad
- Carlos Martínez Baena como padre Alonso
- Manuel Dondé como coronel en boda
- Armando Velasco como juez

### Sin acreditar
- Armando Acosta como hombre en casa de juegos de apuestas
- Eduardo Alcaraz como gordo Azuara
- Janet Alcoriza como turista de Oklahoma
- Salvador Arriola como hombre en restaurante
- Rafael Banquells hijo	como Archibaldo de la Cruz de niño
- Francisco Beal como invitado en boda
- Antonio Bravo como anticuario
- Emilio Brillas como fabricante de maniquíes
- Lupe Carriles	como sirvienta de Carlota y la señora Cervantes
- Jorge Casanova como empleado de Rivas
- Jorge Chesterking	como turista de Oklahoma
- María Luisa Cortés como invitada en boda
- Amada Cuenca como	espectadora de accidente
- Manuel de la Vega	como fotógrafo en boda
- Enrique de Peña como mesero
- Ángel Di Stefani como	agente de policía
- Enedina Díaz de León como sirvienta anciana
- Enrique García Álvarez	como Chucho
- Jesús Gómez como agente López
- Leonor Gómez como mesera
- Elodia Hernández como dueña de tienda de vestidos
- Manuel Jarero	como señor Gómez
- Francisco Ledesma	como anticuario
- María Cristina Lesser	como empleada en tienda de vestidos
- Salvador Lozano como hombre en casa de juegos de apuestas
- Ángel Merino como	agente policía
- Roberto Meyer	como doctor
- Rubén Márquez	como invitado en boda
- Antonio Padilla «Pícoro» como	hombre en casa de juegos de apuestas
- José Peña	como Esteban, sirviente
- Ignacio Peón como invitado en boda
- Salvador Pérez G.	como hombre en restaurante
- Lina Regis como secretaria del juez
- Mariano Requena como Juan, sirviente
- Virginia Retana como invitada rubia en boda
- Amelia Robert	como invitada en boda
- Jesús Rodríguez Cárdenas como mensajero del juez
- Alfredo Varela padre como empleado de Rivas

## Recepción

### Crítica
En la página de reseñas Rotten Tomatoes, la película tiene un índice de aprobación del 92% basado en 12 reseñas, con una calificación promedio de 9.2/10.
Ensayo de un crimen ocupa el lugar 47 en la lista de las 100 mejores películas del cine mexicano, publicada en julio de 1994 por la revista Somos.
En 2002, Slant Magazine describió a la película como «una tragicomedia retorcida sobre la obsesión masculina [...] lo más cerca que estuvo el autor español Luis Buñuel de dirigir un auténtico thriller de suspenso».